# 配镜师

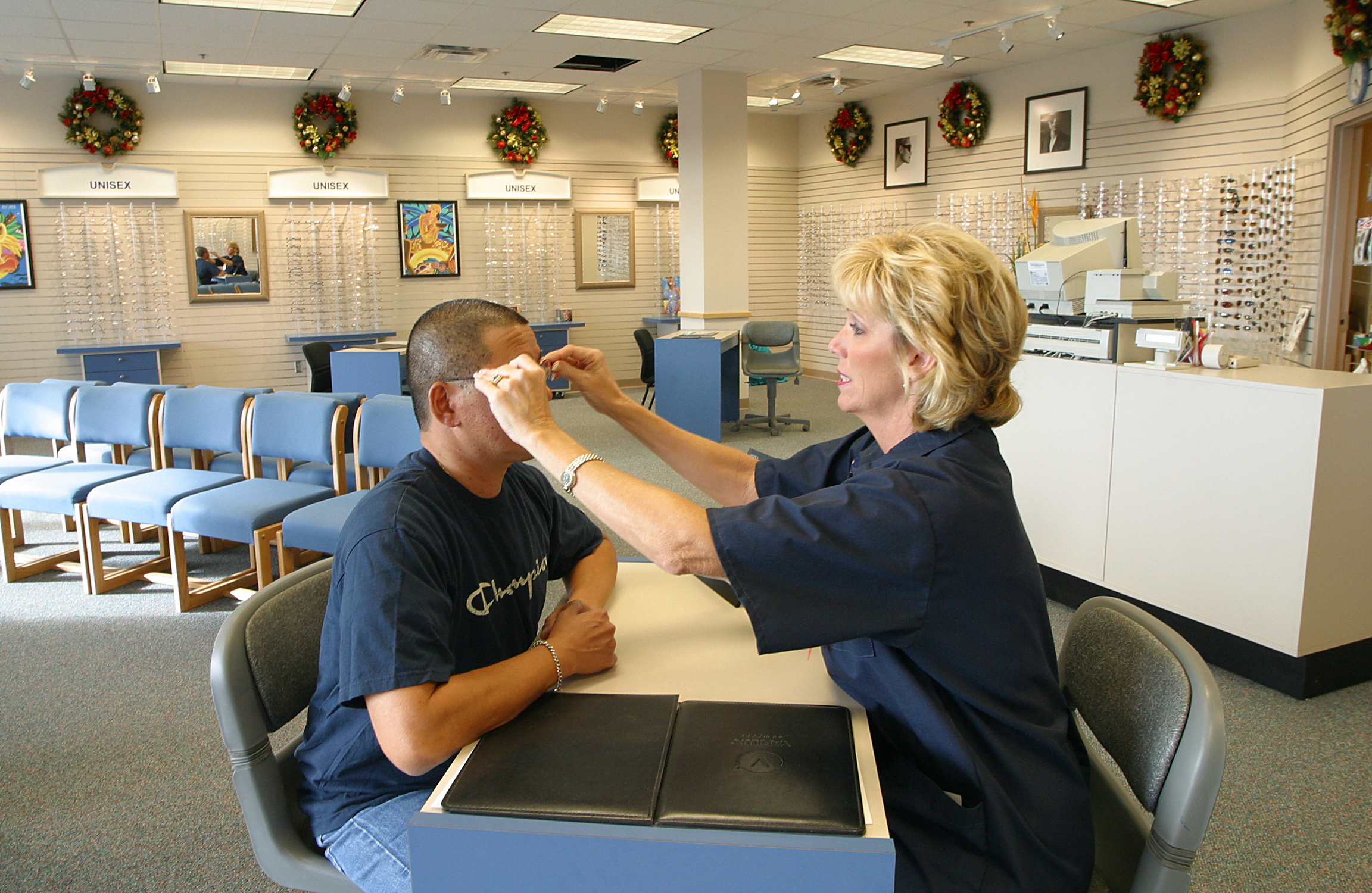
一名隶属美国海军的配镜师正在为患者调试眼镜

配镜师，是指经过专门训练，设计、安装和配置眼镜、隐形眼镜、低视力辅助工具和假眼装置的医疗技术人员。患者会为配镜师提出他们的需求，并提供需要的镜片屈光度数的记录（通常称为处方），配镜师会为患者提供适合的眼视光学工具。

## 各国配镜师监管体系

### 加拿大
在加拿大约有6000名执业持牌配镜师。他们在成功完成培训和相关考试后，必须先向其所在省份的监管机构注册，才能向公众提供服务。加拿大有四个全国性的组织对配镜师职业至关重要：加拿大配镜师理事会（OCC）、加拿大配镜师协会（OAC）、加拿大配镜师监管机构全国协会（NACOR）和加拿大配镜师教育协会（CAOE），后三者同时都是OCC的成员。

### 美国
根据美国劳工统计局公布的数据，截止2016年，美国有77600名配镜师，其中约有一半的配镜师在视光师或眼科医师的诊所工作。和加拿大不同，美国大约一半的州，定配眼镜不需要许可证。而另外一半的州，配镜师需要通过相应的测试，才能获得美国配镜师协会和美国隐形眼镜审查员（ABO-NCLE:The American Board of Opticianry & National Contact Lens Examiners）颁发的认证证书，可以处置眼科医师或视光师开具的处方。美国持证的配镜师大约有40000名。

### 英国
英国配镜师协会（ABDO）代表了超过6000名合格的配镜师。只有在英国视光总委员会（GOC）注册的配镜师才能在英国执业。所有注册配镜师均须接受最少三年的学术及实务训练才符合资格。儿童配戴眼镜、视障人士配戴眼镜或配戴隐形眼镜，均须在GOC注册的配戴眼镜师或视光师的监督下进行。